# Neonectria
Neonectria Wollenw. – rodzaj grzybów z rodziny gruzełkowatych (Nectriaceae).

## Systematyka i nazewnictwo
Pozycja w klasyfikacji według Index Fungorum: Nectriaceae, Hypocreales, Hypocreomycetidae, Sordariomycetes, Pezizomycotina, Ascomycota, Fungi.
Synonimy nazwy naukowej: Allantospora Wakker 1896,
Cephalosporium subgen. allantospora (Wakker) Cif. 1932,
Chitinonectria M. Morelet, 1968,
Coleomyces Moreau & M. Moreau, 1937,
Cylindrium Bonord., 1851,
Cylindrocarpon Wollenw., 1913,
Euricoa Bat. & H. Maia, 1955,
Fusidium Link, 1809,
Hyaloflorea Bat. & H. Maia, 1955,
Moeszia Bubák.

## Charakterystyka
Tylko nieliczne gatunki to grzyby wielkoowocnikowe, chociaż drobnych rozmiarów. Większość to grzyby mikroskopijne. Rozmnażają się zarówno płciowo (askogamia), jak i bezpłciowo (konidiogeneza). Przedstawiciele tego rodzaju to głównie pasożyty roślin. W sadownictwie duże szkody wyrządza Neonectria ditissima wywołująca chorobę rak drzew owocowych, w leśnictwie nazywana rakiem gruzełkowym drzew liściastych.

## Niektóre gatunki
- Neonectria amamiensis Hirooka & Tak. Kobay. 2006
- Neonectria austroradicicola (Samuels & Brayford) Schroers 2008
- Neonectria candida (Ehrenb.) Rossman, L. Lombard & Crous 2015
- Neonectria coccinea (Pers.) Rossman & Samuels 1999 – tzw. gruzełek szkarłatny
- Neonectria confusa J. Luo & W.Y. Zhuang 2010
- Neonectria dinghushanica J. Luo & W.Y. Zhuang 2010
- Neonectria ditissima (Tul. & C. Tul.) Samuels & Rossman 2006
- Neonectria ditissimopsis P. Zhao, J. Luo & W.Y. Zhuang 2011
- Neonectria dumontii Brayford & Samuels 2004
- Neonectria faginata (M.L. Lohman, A.M.J. Watson & Ayers) Castl. & Rossman 2006
- Neonectria fuckeliana (C. Booth) Castl. & Rossman 2006
- Neonectria hederae (C. Booth) Castl. & Rossman 2006
- Neonectria lugdunensis (Sacc. & Therry) L. Lombard & Crous 2014
- Neonectria major (Wollenw.) Castl. & Rossman 2006
- Neonectria microconidia J. Luo, P. Zhao & W.Y. Zhuang 2011
- Neonectria neomacrospora (C. Booth & Samuels) Mantiri & Samuels 2001
- Neonectria obtusispora (Cooke & Harkn.) Rossman, L. Lombard & Crous 2014
- Neonectria phaeodisca (Rossman) Brayford & Samuels 2004
- Neonectria punicea (J.C. Schmidt) Castl. & Rossman 2006
- Neonectria ramulariae Wollenw. 1917
- Neonectria shennongjiana J. Luo & W.Y. Zhuang 2010
- Neonectria tokuoensis Hirooka & Tak. Kobay. 2007
- Neonectria tokyoensis Hirooka & Tak. Kobay. 2007
- Neonectria tsugae (W. Gams) L. Lombard & Crous 2014
- Neonectria verrucispora (Brayford & Samuels) Brayford & Samuels 2004

Nazwy naukowe na podstawie Index Fungorum. Uwzględniono tylko taksony pewne, zweryfikowane.